# Xystochroma
Xystochroma is een kevergeslacht uit de familie van de boktorren (Cerambycidae). De wetenschappelijke naam van het geslacht werd voor het eerst geldig gepubliceerd in 1924 door Schmidt.

## Soorten
Xystochroma omvat de volgende soorten:
- Xystochroma bouvieri (Gounelle, 1911)
- Xystochroma buprestoides (Bates, 1885)
- Xystochroma chloropus (Bates, 1879)
- Xystochroma clypeatum (Schwarzer, 1923)
- Xystochroma echinatum Napp & Martins, 2005
- Xystochroma femoratum Napp & Martins, 2005
- Xystochroma gracilipes (Bates, 1879)
- Xystochroma incomptum Napp & Martins, 2005
- Xystochroma minutum (Zajciw, 1965)
- Xystochroma neglectum (Gounelle, 1911)
- Xystochroma setigerum (Schmidt, 1924)
- Xystochroma zikani (Zajciw, 1965)